# Death Proof
Death Proof (conocida en Hispanoamérica como A prueba de muerte) es una película estadounidense de acción y suspense del año 2007 escrita y dirigida por Quentin Tarantino. El film se centra en un psicópata, doble de riesgo en el cine, que asalta chicas jóvenes antes de asesinarlas con su coche «a prueba de muerte».
La película es un tributo a los muscle cars y los géneros exploitation y slasher de los años 1970. Fue protagonizada por Kurt Russell, Zoë Bell, Rosario Dawson, Vanessa Ferlito, Jordan Ladd, Sydney Tamiia Poitier, Tracie Thoms, Mary-Elizabeth Winstead y Rose McGowan.
Esta película está considerada como la película de exploitation de Tarantino, al igual que Reservoir Dogs es su película de atracos, Pulp Fiction la de cine negro, Kill Bill la de artes marciales y Jackie Brown su película de blaxploitation.
Death Proof fue estrenada en los cines de Estados Unidos junto a la película de Robert Rodriguez Planet Terror, bajo el título colectivo Grindhouse, que emula la experiencia de visualizar dobles sesiones de películas exploitation en los cines "grindhouse". Las películas fueron lanzadas de manera independiente fuera de Estados Unidos y en DVD, y la fecha de estreno de Death Proof en el resto del mundo fue el 18 de septiembre de 2007. El presupuesto se estimó en $53 millones de dólares.

## Argumento
Tres amigas, Arlene (Vanessa Ferlito), Shanna (Jordan Ladd) y la DJ de radio, Jungle Julia Lucai (Sydney Tamiia Poitier); conducen por Congress Avenue, en Austin, Texas; camino a celebrar el cumpleaños de Julia. En un bar, Julia revela que hizo un anuncio en la radio ofreciendo un baile erótico de Arlene a cambio de dirigirse a ella como "Mariposa", comprarle una bebida y recitar un segmento del poema "Stopping by Woods on a Snowy Evening". El viejo doble de riesgo de Hollywood Mike McKay (Kurt Russell), sigue a las mujeres hasta el bar y reclama el baile. Arlene sospecha ya que había visto el auto de Mike ese día, pero este la convence de darle el baile erótico.
Las mujeres se preparan para partir con Lanna (Monica Staggs), otra amiga del grupo. Pam (Rose McGowan), la antigua compañera de clase de Julia, acepta la oferta de Mike de llevarla a casa. Mike lleva a Pam hasta su muscle car equipado con una jaula antivuelco y le dice que es "a prueba de muerte", pero solo para el conductor. Mike acelera y frena en seco de golpe, provocando que Pam golpee su cabeza con el salpicadero y muera. Mike alcanza a las demás mujeres y provoca un accidente, matándolas a todas. Mike sobrevive sin lesiones graves. El sheriff McGraw (Michael Parks) cree que Mike mató a las mujeres intencionalmente, pero debido a que Mike estaba sobrio mientras que las mujeres estaban intoxicadas, no puede ser acusado.
Catorce meses después, otras tres mujeres jóvenes, Abernathy Ross (Rosario Dawson), Kim Mathi (Tracie Thoms) y Lee Montgomery (Mary Elizabeth Winstead), conducen por Lebanon, Tennessee. Se detienen en una tienda, donde Mike las mira desde su auto. Las mujeres recogen en el aeropuerto a su amiga; la doble de riesgo, Zoë Bell, mientras Mike las fotografía discretamente. Zoë les dice que quiere probar un Dodge Challenger de 1970, el mismo tipo de automóvil de la película Vanishing Point de 1971, que está a la venta cerca. El propietario les permite probarlo sin supervisión después de que Abernathy le dice que Lee es una estrella porno y se quedará hablando con él como garantía mientras hacen la prueba del auto.
Zoë les dice a Abernathy y Kim (Tracie Thoms) que quiere probar un arriesgado juego llamado "Mástil", en el que Zoë se monta en el capó con los cinturones abrochados al auto mientras Kim conduce a altas velocidades. Kim duda, pero finalmente accede. Las tres disfrutan del truco sin darse cuenta de que Mike las está mirando. Él las choca desde atrás y produce que Zoë suelte uno de los cinturones. Luego de varios choques más, Mike logra embestirlas, arrojando a Zoë del capó. Kim dispara al hombro de Mike y éste huye. Kim y Abbie lamentan la muerte de su amiga, hasta que Zoë sale ilesa de entre las hierbas. Las tres deciden ir en busca de Mike y matarlo.
Mike se ha detenido en un camino estrecho para tratar su herida con whisky. Las tres amigas lo embisten a alta velocidad. Zoë sale y lo golpea con una tubería, pero él resiste y vuelve a escapar. Después de una larga persecución, las mujeres logran empujar el auto de Mike fuera de la carretera. Lo sacan de los restos de su auto y lo matan a golpes.

## Reparto
| Actor                   | Personaje                    |
| ----------------------- | ---------------------------- |
| Kurt Russell            | Especialista Mike/Doble Mike |
| Rosario Dawson          | Abernathy "Abbie" Ross       |
| Mary Elizabeth Winstead | Lee Montgomery               |
| Vanessa Ferlito         | Arlene                       |
| Jordan Ladd             | Shanna 'Banana'              |
| Rose McGowan            | Pam Greer                    |
| Sydney Tamiia Poitier   | Jungle Julia Lucai           |
| Zoë Bell                | Ella misma (Zoë Bell)        |
| Tracie Thoms            | Kim Mathis                   |
| Marcy Harriell          | Marcy                        |
| Omar Doom               | Nate                         |
| Michael Bacall          | Omar                         |
| Quentin Tarantino       | Warren                       |
| Eli Roth                | Dov                          |
| Monica Staggs           | Lanna-Frank                  |
| Michael Parks           | Earl McGraw                  |
| James Parks             | Edgar McGraw                 |
| Tim Murphy              | Timmy el camarero            |
| Marta Mendoza           | Punky Bruiser                |
| Electra Avellán         | Niñera gemela #1             |
| Elise Avellán           | Niñera gemela #2             |
| Marley Shelton          | Dr. Dakota Block - McGraw    |
| Jonathan Loughran       | Jasper                       |
| Nicky Katt              | contador                     |

### Selección del reparto
Tarantino intentó contar con la participación de John Travolta, Willem Dafoe, John Malkovich, Mickey Rourke, Ron Perlman, Bruce Willis, Kal Penn y Sylvester Stallone para Mike, pero ninguno fue capaz de participar debido a compromisos previos. En una entrevista, Tarantino reveló que decidió optar por Kurt Russell como el asesino porque “para la gente de mi generación, él es un verdadero héroe …pero ahora, hay toda una audiencia que no sabe lo que Kurt Russell puede hacer. Cuando abro el periódico y veo que dice ‘Kurt Russell en Dreamer,’ o ‘Kurt Russell en Miracle’ no menosprecio esas películas, pero pienso: ¿Cuándo volverá Kurt Russell a ser un tipo malo?”. Eli Roth, Rose McGowan y el mismo Tarantino aparecen en pequeños papeles.

## Banda sonora

### Death Proof: Music From The Motion Picture
1. "The Last Race" — Jack Nitzsche
2. "Baby, It's You" — Smith
3. "Paranoia Prima" — Ennio Morricone
4. "Planning & Scheming" — Eli Roth & Michael Bacall (dialogue)
5. "Jeepster" — T. Rex
6. "Stuntman Mike" — Rose McGowan & Kurt Russell (dialogue)
7. "Staggolee" — Pacific Gas & Electric
8. "The Love You Save (May Be Your Own)" — Joe Tex
9. "Good Love, Bad Love" — Eddie Floyd
10. "Down In Mexico" — The Coasters
11. "Hold Tight!" - Dave Dee, Dozy, Beaky, Mick & Tich
12. "Sally and Jack (From the Motion Picture Blow Out)" — Pino Donaggio
13. "It's So Easy" — Willy DeVille
14. "Whatever-However" — Tracie Thoms & Zoë Bell (dialogue)
15. "Riot In Thunder Alley" — Eddie Beram
16. "Chick Habit" - April March

## Calificación
| Fuente                | Clasificación    |
| --------------------- | ---------------- |
| Allmovie (enlace)     | 4/5 estrellas    |
| IMDb (enlace)         | 3.5/5 estrellas  |
| FilmAffinity (enlace) | 6.6/10 estrellas |